# Phytomyza petoei
Phytomyza petoei este o specie de muște din genul Phytomyza, familia Agromyzidae, descrisă de Erich Martin Hering în anul 1924. Conform Catalogue of Life specia Phytomyza petoei nu are subspecii cunoscute.